# Sint-Guibertuskerk (Schilde)

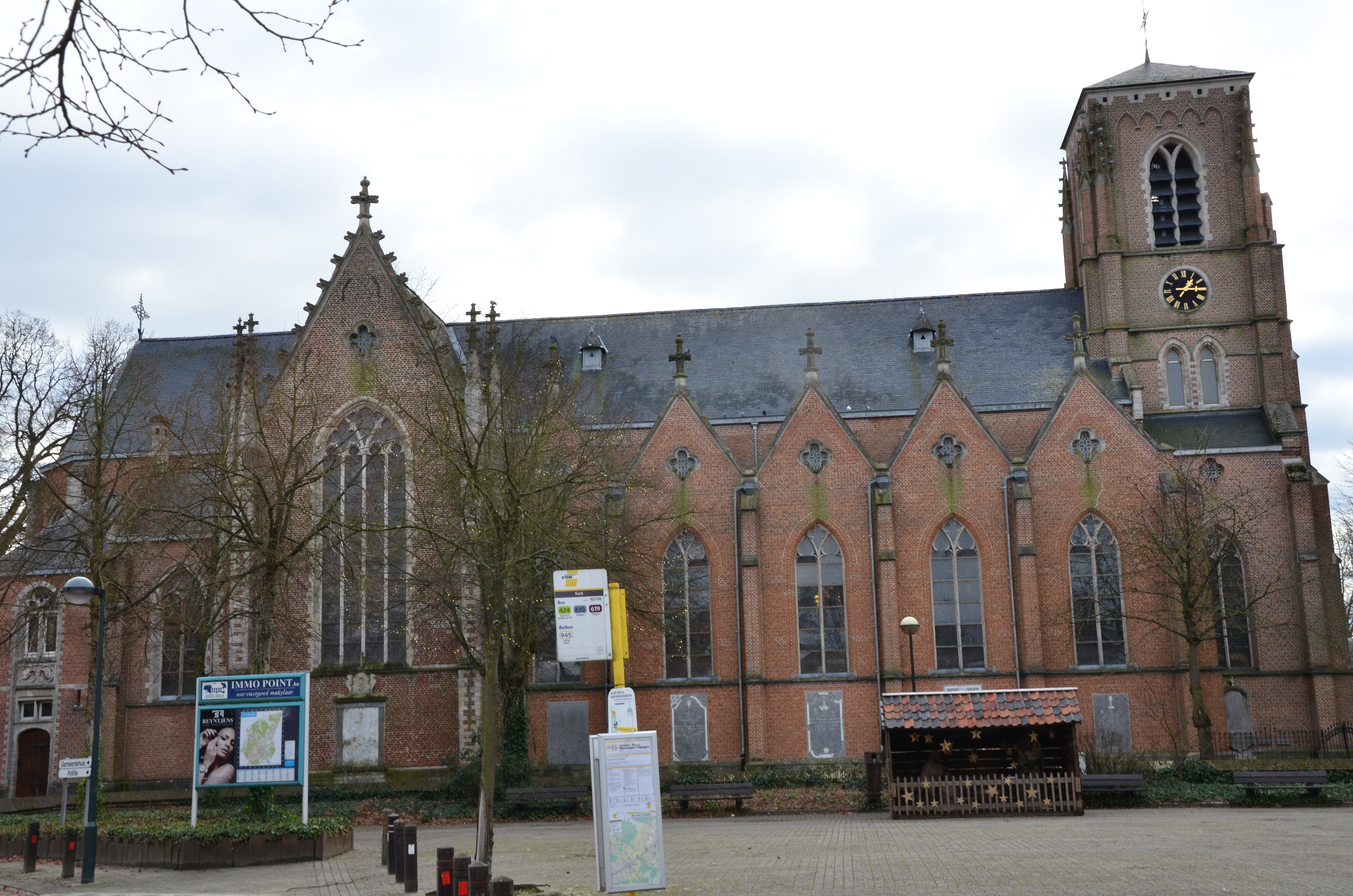
Sint-Guibertuskerk

De Sint-Guibertuskerk is de parochiekerk van de Antwerpse plaats Schilde, gelegen aan het Kerkplein.

## Geschiedenis
De kerk kwam in de 12e eeuw in bezit van de Abdij van Affligem. In de 14e eeuw werd de kerk vergroot tot kruiskerk. Tijdens de godsdiensttwisten liep de kerk schade op die in 1595-1596 werd hersteld. In 1612 werd de kerk opnieuw gewijd. In 1660 werd de toren vernield. Deze werd herbouwd in 1666-1672. In 1740 stortte de toren in waarbij ook het schip gedeeltelijk werd vernield. Later vonden er meer herstellingen plaats en in 1829 werden de zijbeuken verbreed.
Wegens achterstallig onderhoud en bevolkingsgroei moest de kerk worden vergroot. Dit geschiedde in 1861-1863 naar ontwerp van Eugeen Gife.
Op 8 oktober 1914 werd de kerk door het Belgische leger in brand gestoken. In 1921-1923 werd de kerk herbouwd waarbij de nog aanwezige muren van de toren en de zijbeuken in het gebouw geïntegreerd werden. Er werd echter geen spits voorzien zoals voor de oorlog, de toren werd afgedekt met een laag dak. 
Op 17 november 1944 liep de kerk nog enige schade op.

## Gebouw
Het betreft een bakstenen georiënteerde driebeukige kruiskerk in neogotische stijl met ingebouwde westtoren. Deze toren heeft vijf geledingen en een tentdak. De zijbeuken zijn als zijkapellen uitgevoerd met de nok loodrecht op de as van de kerk.

## Interieur
Het interieur wordt overkluisd door een kruisribgewelf. Het neogotische meubilair is grotendeels van 1922.